# Weetamoo
Weetamoo (o Weetamoe, Namumpum, Tatapanunum, c. 1635 – 1676) fou una cap ameríndia Wampanoag. Va néixer al poblat de Mattapoiset dels Pokanoket o a la zona del riu Taunton de Rhode Island. Weetamoo hauria governat la tribu Pocasset el 1620, que es trobava a l'actual Rhode Island. Va unir-se amb el bàndol de Philip contra els colonitzadors el 1675 durant la Guerra del Rei Philip. Va morir al riu Taunton durant la guerra intentant escapar de les tropes angleses.